# Seznam moštev Svetovnega prvenstva v nogometu 2002
Stran zajema nogometna moštva, ki so nastopila na Svetovnem prvenstvu v nogometu leta 2002.

## Skupina A

### Danska
Selektor: Morten Olsen
| Št. | Položaj | Igralec             | Datum rojstva (starost) | Nastopi | Klub              |
| --- | ------- | ------------------- | ----------------------- | ------- | ----------------- |
| 1   | GK      | Thomas Sørensen     | 1976-06-12              | 14      | Sunderland        |
| 2   | MF      | Stig Tøfting        | 1969-08-14              | 36      | Bolton Wanderers  |
| 3   | DF      | René Henriksen      | 1969-08-27              | 39      | Panathinaikos     |
| 4   | DF      | Martin Laursen      | 1977-07-26              | 15      | AC Milan          |
| 5   | DF      | Jan Heintze         | 1963-08-17              | 83      | PSV Eindhoven     |
| 6   | DF      | Thomas Helveg       | 1971-06-24              | 67      | Inter Milan       |
| 7   | MF      | Thomas Gravesen     | 1976-03-11              | 22      | Everton           |
| 8   | FW      | Jesper Grønkjær     | 1977-08-12              | 25      | Chelsea           |
| 9   | FW      | Jon Dahl Tomasson   | 1976-08-29              | 38      | Feyenoord         |
| 10  | FW      | Martin Jørgensen    | 1975-10-06              | 32      | Udinese           |
| 11  | FW      | Ebbe Sand           | 1972-07-19              | 44      | Schalke 04        |
| 12  | DF      | Niclas Jensen       | 1974-08-17              | 8       | Manchester City   |
| 13  | DF      | Steven Lustü        | 1971-04-13              | 4       | Lyn               |
| 14  | MF      | Claus Jensen        | 1977-04-29              | 13      | Charlton Athletic |
| 15  | FW      | Jan Michaelsen      | 31                      | 11      | Panathinaikos     |
| 16  | GK      | Peter Kjær          | 36                      | 4       | Aberdeen          |
| 17  | MF      | Christian Poulsen   | 22                      | 3       | FC Copenhagen     |
| 18  | FW      | Peter Løvenkrands   | 22                      | 4       | Rangers           |
| 19  | FW      | Dennis Rommedahl    | 23                      | 19      | PSV Eindhoven     |
| 20  | DF      | Kasper Bøgelund     | 21                      | 2       | PSV Eindhoven     |
| 21  | FW      | Peter Madsen        | 24                      | 4       | Brøndby           |
| 22  | GK      | Jesper Christiansen | 24                      | 0       | Vejle             |
| 23  | MF      | Brian Steen Nielsen | 33                      | 65      | Malmö             |

### Francija
Selektor: Roger Lemerre
| Št. | Položaj | Igralec              | Datum rojstva (starost) | Nastopi | Klub               |
| --- | ------- | -------------------- | ----------------------- | ------- | ------------------ |
| 1   | GK      | Ulrich Ramé          | 29                      | 11      | Girondins Bordeaux |
| 2   | DF      | Vincent Candela      | 28                      | 36      | AS Roma            |
| 3   | DF      | Bixente Lizarazu     | 32                      | 74      | Bayern München     |
| 4   | MF      | Patrick Vieira       | 26                      | 52      | Arsenal            |
| 5   | DF      | Philippe Christanval | 23                      | 4       | Barcelona          |
| 6   | MF      | Youri Djorkaeff      | 34                      | 79      | Bolton Wanderers   |
| 7   | MF      | Claude Makélélé      | 29                      | 14      | Real Madrid        |
| 8   | DF      | Marcel Desailly      | 33                      | 93      | Chelsea            |
| 9   | FW      | Djibril Cissé        | 20                      | 1       | Auxerre            |
| 10  | MF      | Zinedine Zidane      | 30                      | 73      | Real Madrid        |
| 11  | FW      | Sylvain Wiltord      | 28                      | 38      | Arsenal            |
| 12  | FW      | Thierry Henry        | 24                      | 35      | Arsenal            |
| 13  | DF      | Mikaël Silvestre     | 24                      | 10      | Manchester United  |
| 14  | MF      | Alain Boghossian     | 31                      | 26      | Parma              |
| 15  | DF      | Lilian Thuram        | 30                      | 73      | Juventus           |
| 16  | GK      | Fabien Barthez       | 31                      | 47      | Manchester United  |
| 17  | MF      | Emmanuel Petit       | 31                      | 57      | Chelsea            |
| 18  | DF      | Frank Leboeuf        | 34                      | 47      | Marseille          |
| 19  | DF      | Willy Sagnol         | 25                      | 9       | Bayern München     |
| 20  | FW      | David Trézéguet      | 24                      | 36      | Juventus           |
| 21  | FW      | Christophe Dugarry   | 30                      | 51      | Girondins Bordeaux |
| 22  | MF      | Johan Micoud         | 28                      | 14      | Parma              |
| 23  | GK      | Grégory Coupet       | 29                      | 1       | Lyon               |

### Senegal
Selektor: Bruno Metsu
| Št. | Položaj | Igralec           | Datum rojstva (starost) | Nastopi | Klub             |
| --- | ------- | ----------------- | ----------------------- | ------- | ---------------- |
| 1   | GK      | Tony Sylva        | 27                      | 15      | AS Monaco        |
| 2   | DF      | Omar Daf          | 25                      | 31      | Sochaux          |
| 3   | MF      | Pape Sarr         | 24                      | 22      | Lens             |
| 4   | DF      | Papa Malick Diop  | 27                      | 25      | Lorient          |
| 5   | DF      | Alassane N'Dour   | 20                      | 7       | Saint-Étienne    |
| 6   | DF      | Aliou Cissé       | 26                      | 20      | Montpellier      |
| 7   | FW      | Henri Camara      | 25                      | 34      | Sedan            |
| 8   | FW      | Amara Traoré      | 36                      | 12      | Gueugnon         |
| 9   | FW      | Souleymane Camara | 19                      | 9       | AS Monaco        |
| 10  | MF      | Khalilou Fadiga   | 27                      | 25      | Auxerre          |
| 11  | FW      | El Hadji Diouf    | 21                      | 21      | Lens             |
| 12  | MF      | Amady Faye        | 24                      | 6       | Auxerre          |
| 13  | DF      | Lamine Diatta     | 26                      | 19      | Rennes           |
| 14  | MF      | Moussa N'Diaye    | 23                      | 38      | Sedan            |
| 15  | MF      | Salif Diao        | 25                      | 20      | Sedan            |
| 16  | GK      | Omar Diallo       | 29                      | 42      | Khouribga        |
| 17  | DF      | Ferdinand Coly    | 28                      | 16      | Lens             |
| 18  | FW      | Pape Thiaw        | 21                      | 13      | Strasbourg       |
| 19  | MF      | Papa Bouba Diop   | 24                      | 12      | Lens             |
| 20  | MF      | Sylvain N'Diaye   | 26                      | 6       | Lille            |
| 21  | DF      | Habib Beye        | 24                      | 6       | Strasbourg       |
| 22  | GK      | Kalidou Cissokho  | 29                      | 0       | ASC Jeanne d'Arc |
| 23  | MF      | Makhtar N'Diaye   | 20                      | 11      | Rennes           |

### Urugvaj
Selektor: Victor Pua
| Št. | Položaj | Igralec               | Datum rojstva (starost) | Nastopi | Klub               |
| --- | ------- | --------------------- | ----------------------- | ------- | ------------------ |
| 1   | GK      | Fabian Carini         | 22                      | 35      | Juventus           |
| 2   | DF      | Gustavo Méndez        | 31                      | 45      | Nacional           |
| 3   | DF      | Alejandro Lembo       | 24                      | 31      | Nacional           |
| 4   | DF      | Paolo Montero         | 30                      | 45      | Juventus           |
| 5   | MF      | Pablo García          | 25                      | 36      | FBC Unione Venezia |
| 6   | DF      | Darío Rodríguez       | 27                      | 21      | Peñarol            |
| 7   | MF      | Gianni Guigou         | 27                      | 36      | AS Roma            |
| 8   | FW      | Gustavo Varela        | 24                      | 7       | Nacional           |
| 9   | FW      | Darío Silva           | 29                      | 36      | Málaga             |
| 10  | MF      | Fabian O'Neill        | 28                      | 19      | Perugia            |
| 11  | FW      | Federico Magallanes   | 25                      | 24      | FBC Unione Venezia |
| 12  | GK      | Gustavo Munua         | 24                      | 9       | Nacional           |
| 13  | FW      | Sebastian Abreu       | 25                      | 13      | Cruz Azul          |
| 14  | DF      | Gonzalo Sorondo       | 22                      | 18      | Inter Milan        |
| 15  | MF      | Nicolas Olivera       | 24                      | 26      | Sevilla            |
| 16  | MF      | Marcelo Romero        | 25                      | 22      | Málaga             |
| 17  | FW      | Mario Regueiro        | 23                      | 14      | Racing Santander   |
| 18  | FW      | Richard Morales       | 27                      | 12      | Nacional           |
| 19  | DF      | Joe Bizera            | 22                      | 9       | Peñarol            |
| 20  | FW      | Álvaro Recoba         | 26                      | 43      | Inter Milan        |
| 21  | FW      | Diego Forlán          | 23                      | 4       | Manchester United  |
| 22  | MF      | Gonzalo de los Santos | 25                      | 28      | Valencia           |
| 23  | GK      | Federico Elduayen     | 24                      | 1       | Peñarol            |

## Skupina B

### Paragvaj
Selektor: Cesare Maldini
| Št. | Položaj | Igralec             | Datum rojstva (starost) | Nastopi | Klub                 |
| --- | ------- | ------------------- | ----------------------- | ------- | -------------------- |
| 1   | GK      | José Luis Chilavert | 36                      | 69      | Strasbourg           |
| 2   | DF      | Francisco Arce      | 31                      | 51      | Palmeiras            |
| 3   | DF      | Pedro Sarabia       | 27                      | 40      | River Plate          |
| 4   | DF      | Carlos Gamarra      | 31                      | 76      | AEK Athens           |
| 5   | DF      | Celso Ayala         | 31                      | 76      | River Plate          |
| 6   | MF      | Estanislao Struway  | 33                      | 69      | Club Libertad        |
| 7   | FW      | Richard Báez        | 28                      | 25      | Olimpia Asunción     |
| 8   | MF      | Guido Alvarenga     | 31                      | 18      | Léon                 |
| 9   | FW      | Roque Santa Cruz    | 20                      | 24      | Bayern München       |
| 10  | MF      | Roberto Acuña       | 30                      | 77      | Real Zaragoza        |
| 11  | FW      | Jorge Campos        | 31                      | 31      | Universidad Católica |
| 12  | GK      | Justo Villar        | 24                      | 8       | Club Libertad        |
| 13  | MF      | Carlos Paredes      | 25                      | 41      | Porto                |
| 14  | MF      | Diego Gavilán       | 22                      | 21      | Tecos                |
| 15  | MF      | Carlos Bonet        | 25                      | 3       | Club Libertad        |
| 16  | MF      | Gustavo Morínigo    | 25                      | 11      | Club Libertad        |
| 17  | DF      | Juan Carlos Franco  | 29                      | 3       | Olimpia Asunción     |
| 18  | DF      | Julio Cesar Caceres | 23                      | 1       | Olimpia Asunción     |
| 19  | DF      | Daniel Sanabria     | 24                      | 6       | Club Libertad        |
| 20  | FW      | José Cardozo        | 31                      | 57      | Toluca               |
| 21  | DF      | Denis Caniza        | 27                      | 49      | Santos Laguna        |
| 22  | GK      | Ricardo Tavarelli   | 32                      | 20      | Olimpia Asunción     |
| 23  | FW      | Nelson Cuevas       | 21                      | 11      | River Plate          |

### Slovenija
Selektor: Srečko Katanec
| Št. | Položaj | Igralec             | Datum rojstva (starost) | Nastopi | Klub              |
| --- | ------- | ------------------- | ----------------------- | ------- | ----------------- |
| 1   | GK      | Marko Simeunovič    | 34                      | 43      | NK Maribor        |
| 2   | DF      | Goran Sankovič      | 23                      | 5       | Slavia Prague     |
| 3   | DF      | Željko Milinovič    | 32                      | 35      | JEF United        |
| 4   | DF      | Muamer Vugdalič     | 24                      | 13      | NK Maribor        |
| 5   | DF      | Marinko Galič       | 22                      | 65      | NK Koper          |
| 6   | DF      | Aleksander Knavs    | 26                      | 38      | Kaiserslautern    |
| 7   | MF      | Đoni Novak          | 32                      | 68      | Unterhaching      |
| 8   | MF      | Aleš Čeh            | 34                      | 71      | Grazer AK         |
| 9   | FW      | Milan Osterc        | 26                      | 41      | Hapoel Tel Aviv   |
| 10  | MF      | Zlatko Zahovič      | 31                      | 64      | Benfica           |
| 11  | MF      | Miran Pavlin        | 30                      | 45      | Porto             |
| 12  | GK      | Mladen Dabanovič    | 30                      | 20      | Lokeren           |
| 13  | FW      | Mladen Rudonja      | 30                      | 58      | Portsmouth        |
| 14  | MF      | Saša Gajser         | 28                      | 20      | Gent              |
| 15  | MF      | Rajko Tavčar        | 27                      | 6       | Nürnberg          |
| 16  | FW      | Senad Tiganj        | 26                      | 3       | NK Olympija       |
| 17  | MF      | Zoran Pavlovič      | 26                      | 21      | Austria Vienna    |
| 18  | MF      | Milenko Ačimovič    | 25                      | 39      | Tottenham Hotspur |
| 19  | MF      | Amir Karič          | 28                      | 43      | NK Maribor        |
| 20  | MF      | Nastja Čeh          | 24                      | 6       | Club Brugge       |
| 21  | FW      | Sebastjan Cimirotič | 27                      | 12      | Lecce             |
| 22  | GK      | Dejan Nemec         | 25                      | 1       | Club Brugge       |
| 23  | DF      | Spasoje Bulajič     | 26                      | 15      | FC Köln           |

### Južnoafriška republika
Selektor: Jomo Sono
| Št. | Položaj | Igralec              | Datum rojstva (starost) | Nastopi | Klub               |
| --- | ------- | -------------------- | ----------------------- | ------- | ------------------ |
| 1   | GK      | Hans Vonk            | 32                      | 29      | Heerenveen         |
| 2   | DF      | Cyril Nzama          | 28                      | 19      | Kaizer Chiefs      |
| 3   | DF      | Bradley Carnell      | 25                      | 21      | VfB Stuttgart      |
| 4   | DF      | Aaron Mokoena        | 21                      | 22      | Germinal Beerschot |
| 5   | DF      | Jacob Lekgetho       | 28                      | 15      | Lokomotiv Moscow   |
| 6   | MF      | McBeth Sibaya        | 24                      | 9       | Jomo Cosmos        |
| 7   | MF      | Quinton Fortune      | 25                      | 39      | Manchester United  |
| 8   | MF      | Thabo Mngomeni       | 33                      | 37      | Orlando Pirates    |
| 9   | MF      | MacDonald Mukasi     | 27                      | 7       | Lokomotiv Sofia    |
| 10  | MF      | Bennett Mnguni       | 28                      | 9       | Lokomotiv Moscow   |
| 11  | MF      | Jabu Pule            | 22                      | 9       | Kaizer Chiefs      |
| 12  | MF      | Teboho Mokoena       | 28                      | 10      | St. Gallen         |
| 13  | DF      | Pierre Issa          | 27                      | 41      | Watford            |
| 14  | FW      | Siyabonga Nomvethe   | 24                      | 30      | Udinese            |
| 15  | MF      | Sibusiso Zuma        | 27                      | 22      | FC Copenhagen      |
| 16  | GK      | Andre Arendse        | 31                      | 49      | Santos Cape Town   |
| 17  | FW      | Benni McCarthy       | 24                      | 43      | Porto              |
| 18  | MF      | Delron Buckley       | 24                      | 32      | VfL Bochum         |
| 19  | DF      | Lucas Radebe         | 32                      | 65      | Leeds United       |
| 20  | GK      | Calvin Marlin        | 30                      | 2       | Ajax Cape Town     |
| 21  | MF      | Steven Pienaar       | 24                      | 0       | Ajax               |
| 22  | DF      | Thabang Molefe       | 23                      | 5       | Jomo Cosmos        |
| 23  | FW      | George Koumantarakis | 28                      | 6       | Basel              |

### Španija
Selektor: José Antonio Camacho
| Št. | Položaj | Igralec                   | Datum rojstva (starost) | Nastopi | Klub                |
| --- | ------- | ------------------------- | ----------------------- | ------- | ------------------- |
| 1   | GK      | Íker Casillas             | 21                      | 13      | Real Madrid         |
| 2   | DF      | Curro Torres              | 25                      | 4       | Valencia            |
| 3   | DF      | Juanfran                  | 25                      | 7       | Celta Vigo          |
| 4   | MF      | Iván Helguera             | 27                      | 22      | Real Madrid         |
| 5   | DF      | Carles Puyol              | 24                      | 8       | Barcelona           |
| 6   | DF      | Fernando Hierro           | 34                      | 85      | Real Madrid         |
| 7   | FW      | Raúl González             | 25                      | 51      | Real Madrid         |
| 8   | MF      | Rubén Baraja              | 26                      | 9       | Valencia            |
| 9   | FW      | Fernando Morientes        | 26                      | 19      | Real Madrid         |
| 10  | FW      | Diego Tristán             | 26                      | 7       | Deportivo La Coruña |
| 11  | FW      | Francisco Javier de Pedro | 28                      | 5       | Real Sociedad       |
| 12  | FW      | Alberto Luque             | 24                      | 0       | Mallorca            |
| 13  | GK      | Ricardo López             | 30                      | 1       | Real Valladolid     |
| 14  | MF      | David Albelda             | 24                      | 2       | Valencia            |
| 15  | DF      | Enrique Romero            | 31                      | 3       | Deportivo La Coruña |
| 16  | MF      | Gaizka Mendieta           | 28                      | 32      | Lazio               |
| 17  | MF      | Juan Carlos Valerón       | 27                      | 20      | Deportivo La Coruña |
| 18  | MF      | Sergio González           | 25                      | 5       | Deportivo La Coruña |
| 19  | MF      | Xavi Hernández            | 22                      | 3       | Barcelona           |
| 20  | DF      | Miguel Ángel Nadal        | 31                      | 59      | Mallorca            |
| 21  | MF      | Luís Enrique              | 32                      | 57      | Barcelona           |
| 22  | MF      | Joaquín Sánchez           | 20                      | 3       | Real Betis          |
| 23  | GK      | Pedro Contreras           | 30                      | 0       | Málaga              |

## Skupina C

### Brazilija
Selektor: Luiz Felipe Scolari
| Št. | Položaj | Igralec        | Datum rojstva (starost) | Nastopi | Klub                |
| --- | ------- | -------------- | ----------------------- | ------- | ------------------- |
| 1   | GK      | Marcos         | 28                      | 15      | Palmeiras           |
| 2   | DF      | Cafu           | 32                      | 103     | AS Roma             |
| 3   | DF      | Lúcio          | 24                      | 15      | Bayer Leverkusen    |
| 4   | DF      | Roque Junior   | 25                      | 17      | AC Milan            |
| 5   | DF      | Edmilson       | 26                      | 12      | Lyon                |
| 6   | DF      | Roberto Carlos | 29                      | 84      | Real Madrid         |
| 7   | MF      | Ricardinho     | 26                      | 3       | Corinthians         |
| 8   | MF      | Gilberto Silva | 25                      | 6       | Atlético Mineiro    |
| 9   | FW      | Ronaldo        | 25                      | 56      | Inter Milan         |
| 10  | FW      | Rivaldo        | 30                      | 58      | Barcelona           |
| 11  | MF      | Ronaldinho     | 22                      | 24      | Paris Saint-Germain |
| 12  | GK      | Dida           | 28                      | 49      | Corinthians         |
| 13  | DF      | Belletti       | 26                      | 10      | São Paulo           |
| 14  | DF      | Ânderson Polga | 23                      | 5       | Grêmio              |
| 15  | MF      | Kléberson      | 23                      | 5       | Atlético Paranaense |
| 16  | DF      | Júnior         | 29                      | 12      | Parma               |
| 17  | FW      | Denílson       | 24                      | 53      | Real Betis          |
| 18  | MF      | Vampeta        | 28                      | 36      | Corinthians         |
| 19  | MF      | Juninho        | 29                      | 43      | Flamengo            |
| 20  | FW      | Edílson        | 31                      | 17      | Cruzeiro            |
| 21  | FW      | Luizão         | 26                      | 8       | Grêmio              |
| 22  | GK      | Rogério        | 29                      | 12      | São Paulo           |
| 23  | MF      | Kaká           | 20                      | 2       | São Paulo           |

### Kitajska
Selektor: Bora Milutinović
| Št. | Položaj | Igralec             | Datum rojstva (starost) | Nastopi | Klub                |
| --- | ------- | ------------------- | ----------------------- | ------- | ------------------- |
| 1   | GK      | An Či 安琦          | 21                      | 4       | Daljan Šide         |
| 2   | DF      | Džang Enhua 張恩華  | 28                      | 65      | Daljan Šide         |
| 3   | DF      | Jang Pu 楊璞        | 24                      | 9       | Peking Guoan        |
| 4   | DF      | Vu Čengjing 吳承瑛  | 27                      | 47      | Šanghaj Šenhua      |
| 5   | DF      | Fan Džiji 范志毅    | 32                      | 105     | Dundee              |
| 6   | MF      | Šao Džjaji 邵佳一   | 22                      | 21      | Peking Guoan        |
| 7   | DF      | Sun Džihaj 孫繼海   | 24                      | 57      | Manchester City     |
| 8   | MF      | Li Tje 李鐵         | 24                      | 67      | Ljaoning            |
| 9   | MF      | Ma Mingju 馬明宇    | 29                      | 86      | Sečuan Guančeng     |
| 10  | FW      | Hao Hajdong 郝海東  | 31                      | 90      | Daljan Šide         |
| 11  | MF      | Ju Genvej 於根偉    | 25                      | 13      | Tjandžin Teda FC    |
| 12  | FW      | Su Maodžen 宿茂臻   | 29                      | 48      | Šandong Luneng      |
| 13  | MF      | Gao Jao 高堯        | 31                      | 6       | Šandong Luneng      |
| 14  | DF      | Li Vejfeng 李瑋峰   | 24                      | 48      | Šendžen Pingan      |
| 15  | MF      | Džao Džundže 肇俊哲 | 23                      | 0       | Peking Guoan        |
| 16  | FW      | Ču Bo 曲波          | 20                      | 0       | Čingdao Hajnju      |
| 17  | DF      | Du Vej 杜威         | 20                      | 3       | Šanghaj Šenhua      |
| 18  | MF      | Li Šjaopeng李霄鵬   | 25                      | 20      | Šandong Luneng      |
| 19  | MF      | Či Hong 祁宏        | 26                      | 34      | Šanghaj Džongjuan   |
| 20  | FW      | Jang Čen 楊晨       | 28                      | 24      | Eintracht Frankfurt |
| 21  | DF      | Šu Junlong 徐雲龍   | 23                      | 0       | Peking Guoan        |
| 22  | GK      | Džjang Džin 江津    | 32                      | 52      | Tjandžin Teda FC    |
| 23  | GK      | Ov Čuljang 區楚良   | 33                      | 0       | Junan Hongta        |

### Kostarika
Selektor: Alexandre Guimarães
| Št. | Položaj | Igralec             | Datum rojstva (starost) | Nastopi | Klub               |
| --- | ------- | ------------------- | ----------------------- | ------- | ------------------ |
| 1   | GK      | Erick Lonnis        | 1965-09-09              | 74      | Deportivo Saprissa |
| 2   | DF      | Jervis Drummond     | 1976-09-08              | 38      | Deportivo Saprissa |
| 3   | DF      | Luis Marín          | 1974-10-08              | 74      | LD Alajuelense     |
| 4   | DF      | Mauricio Wright     | 1970-12-20              | 40      | CS Herdiano        |
| 5   | DF      | Gilberto Martínez   | 1979-10-01              | 27      | Deportivo Saprissa |
| 6   | MF      | Wilmer López        | 1971-08-03              | 68      | LD Alajuelense     |
| 7   | FW      | Rolando Fonseca     | 1974-06-06              | 79      | Deportivo Saprissa |
| 8   | MF      | Mauricio Solis      | 1972-12-13              | 84      | LD Alajuelense     |
| 9   | FW      | Paulo Wanchope      | 1976-07-31              | 48      | Manchester City    |
| 10  | MF      | Walter Centeno      | 1974-10-06              | 49      | Deportivo Saprissa |
| 11  | FW      | Rónald Gómez        | 1975-01-24              | 53      | OFI Crete          |
| 12  | FW      | Winston Parks       | 1981-10-12              | 3       | Udinese            |
| 13  | FW      | Daniel Vallejos     | 1981-05-27              | 2       | CS Herdiano        |
| 14  | DF      | Juan José Rodríguez | 1967-06-23              | 2       | AD San Carlos      |
| 15  | DF      | Harold Wallace      | 1975-09-07              | 54      | LD Alajuelense     |
| 16  | FW      | Steven Bryce        | 1977-08-16              | 33      | LD Alajuelense     |
| 17  | MF      | Hernán Medford      | 1968-05-23              | 87      | Deportivo Saprissa |
| 18  | GK      | Alvaro Mesen        | 1972-12-24              | 16      | LD Alajuelense     |
| 19  | MF      | Rodrigo Cordero     | 1973-12-04              | 25      | CS Herdiano        |
| 20  | FW      | William Sunsing     | 1977-05-12              | 23      | CS Herdiano        |
| 21  | DF      | Pablo Chinchilla    | 1978-12-21              | 12      | LD Alajuelense     |
| 22  | DF      | Carlos Castro       | 1978-09-10              | 22      | LD Alajuelense     |
| 23  | GK      | Lester Morgan       | 1976-05-02              | 5       | CS Herdiano        |

### Turčija
Selektor: Şenol Güneş
| Št. | Položaj | Igralec          | Datum rojstva (starost) | Nastopi | Klub             |
| --- | ------- | ---------------- | ----------------------- | ------- | ---------------- |
| 1   | GK      | Rüştü Reçber     | 29                      | 63      | Fenerbahçe       |
| 2   | DF      | Emre Aşık        | 28                      | 15      | Galatasaray      |
| 3   | DF      | Bülent Korkmaz   | 33                      | 68      | Galatasaray      |
| 4   | DF      | Fatih Akyel      | 23                      | 35      | Fenerbahçe       |
| 5   | DF      | Alpay Özalan     | 29                      | 59      | Aston Villa      |
| 6   | FW      | Arif Erdem       | 30                      | 49      | Galatasaray      |
| 7   | MF      | Okan Buruk       | 28                      | 25      | Inter Milan      |
| 8   | MF      | Tugay Kerimoğlu  | 31                      | 59      | Blackburn Rovers |
| 9   | FW      | Hakan Şükür      | 30                      | 72      | Parma            |
| 10  | MF      | Yıldıray Baştürk | 23                      | 12      | Bayer Leverkusen |
| 11  | FW      | Hasan Şaş        | 25                      | 14      | Galatasaray      |
| 12  | GK      | Ömer Çatkıç      | 27                      | 5       | Gaziantepspor    |
| 13  | MF      | Muzzy Izzet      | 27                      | 6       | Leicester City   |
| 14  | MF      | Tayfur Havutçu   | 32                      | 37      | Beşiktaş         |
| 15  | FW      | Nihat Kahveci    | 22                      | 10      | Real Sociedad    |
| 16  | DF      | Ümit Özat        | 25                      | 13      | Fenerbahçe       |
| 17  | FW      | İlhan Mansız     | 26                      | 5       | Beşiktaş         |
| 18  | MF      | Ergün Penbe      | 30                      | 0       | Galatasaray      |
| 19  | MF      | Abdullah Ercan   | 30                      | 69      | Fenerbahçe       |
| 20  | DF      | Hakan Ünsal      | 29                      | 24      | Blackburn Rovers |
| 21  | MF      | Emre Belözoğlu   | 21                      | 11      | Inter Milan      |
| 22  | MF      | Ümit Davala      | 28                      | 23      | AC Milan         |
| 23  | GK      | Zafer Özgültekın | 27                      | 1       | Ankaragücü       |

## Skupina D

### Poljska
Selektor: Jerzy Engel
| Št. | Položaj | Igralec            | Datum rojstva (starost) | Nastopi | Klub                |
| --- | ------- | ------------------ | ----------------------- | ------- | ------------------- |
| 1   | GK      | Jerzy Dudek        | 29                      | 21      | Liverpool           |
| 2   | DF      | Tomasz Kłos        | 29                      | 37      | Kaiserslautern      |
| 3   | DF      | Jacek Zieliński    | 34                      | 52      | Legia Warszawa      |
| 4   | DF      | Michał Żewłakow    | 26                      | 25      | Mouscron            |
| 5   | MF      | Tomasz Rząsa       | 29                      | 9       | Feyenoord           |
| 6   | DF      | Tomasz Hajto       | 29                      | 44      | Schalke 04          |
| 7   | MF      | Piotr Świerczewski | 30                      | 65      | Marseille           |
| 8   | FW      | Cezary Kucharski   | 30                      | 15      | Legia Warszawa      |
| 9   | FW      | Paweł Kryszałowicz | 27                      | 23      | Eintracht Frankfurt |
| 10  | MF      | Radosław Kałużny   | 28                      | 30      | Energie Cottbus     |
| 11  | FW      | Emmanuel Olisadebe | 23                      | 16      | Panathinaikos       |
| 12  | GK      | Radosław Majdan    | 30                      | 5       | Göztepespor         |
| 13  | DF      | Arkadiusz Głowacki | 23                      | 2       | Wisła Kraków        |
| 14  | FW      | Marcin Żewłakow    | 28                      | 17      | Mouscron            |
| 15  | DF      | Tomasz Wałdoch     | 31                      | 71      | Schalke 04          |
| 16  | MF      | Maciej Murawski    | 28                      | 4       | Legia Warszawa      |
| 17  | MF      | Arkadiusz Bąk      | 27                      | 12      | Widzew Łódź         |
| 18  | MF      | Jacek Krzynówek    | 26                      | 23      | Nürnberg            |
| 19  | FW      | Maciej Żurawski    | 25                      | 9       | Wisła Kraków        |
| 20  | DF      | Jacek Bąk          | 29                      | 36      | Lens                |
| 21  | DF      | Marek Koźmiński    | 31                      | 42      | Ancona              |
| 22  | GK      | Adam Matysek       | 33                      | 34      | RKS Radomsko        |
| 23  | MF      | Paweł Sibik        | 31                      | 2       | Odra Wodzisław      |

### Portugalska
Selektor: António Oliveira
| Št. | Položaj | Igralec          | Datum rojstva (starost) | Nastopi | Klub           |
| --- | ------- | ---------------- | ----------------------- | ------- | -------------- |
| 1   | GK      | Vítor Baía       | 32                      | 75      | FC Porto       |
| 2   | DF      | Jorge Costa      | 30                      | 46      | FC Porto       |
| 3   | DF      | Abel Xavier      | 29                      | 18      | Liverpool      |
| 4   | DF      | Caneira          | 23                      | 1       | Benfica        |
| 5   | DF      | Fernando Couto   | 33                      | 82      | Lazio          |
| 6   | MF      | Paulo Sousa      | 31                      | 50      | Espanyol       |
| 7   | MF      | Luís Figo        | 29                      | 81      | Real Madrid    |
| 8   | FW      | João Pinto       | 30                      | 77      | Sporting       |
| 9   | FW      | Pauleta          | 29                      | 33      | Bordeaux       |
| 10  | MF      | Rui Costa        | 30                      | 67      | Milan          |
| 11  | MF      | Sérgio Conceição | 27                      | 41      | Internazionale |
| 12  | MF      | Hugo Viana       | 19                      | 4       | Sporting       |
| 13  | DF      | Jorge Andrade    | 24                      | 5       | FC Porto       |
| 14  | MF      | Pedro Barbosa    | 31                      | 21      | Sporting       |
| 15  | GK      | Nelson           | 26                      | 1       | Sporting       |
| 16  | GK      | Ricardo          | 26                      | 10      | Boavista       |
| 17  | MF      | Paulo Bento      | 33                      | 31      | Sporting       |
| 18  | DF      | Frechaut         | 24                      | 9       | Boavista       |
| 19  | MF      | Capucho          | 30                      | 29      | FC Porto       |
| 20  | MF      | Petit            | 25                      | 9       | Boavista       |
| 21  | FW      | Nuno Gomes       | 25                      | 28      | Fiorentina     |
| 22  | DF      | Beto             | 26                      | 16      | Sporting       |
| 23  | DF      | Rui Jorge        | 29                      | 20      | Sporting       |

### Južna Koreja
Selektor: Guus Hiddink
| Št. | Položaj | Igralec        | Datum rojstva (starost) | Nastopi | Klub               |
| --- | ------- | -------------- | ----------------------- | ------- | ------------------ |
| 1   | GK      | Lee Woon-Jae   | 30                      | 32      | Suwon Bluewings    |
| 2   | MF      | Hyun Young-Min | 22                      | 8       | Ulsan Hyundai      |
| 3   | MF      | Choi Sung-Yong | 26                      | 60      | Suwon Bluewings    |
| 4   | DF      | Choi Jin-Cheul | 31                      | 15      | Cheonbuk Hyundai   |
| 5   | MF      | Kim Nam-Il     | 25                      | 21      | Chunnam Dragons    |
| 6   | MF      | Yoo Sang-Chul  | 30                      | 92      | Kašiva Rejsol      |
| 7   | DF      | Kim Tae-Young  | 31                      | 74      | Chunnam Dragons    |
| 8   | FW      | Choi Tae-Uk    | 21                      | 16      | Anyang LG Cheetahs |
| 9   | FW      | Seol Ki-Hyeon  | 23                      | 31      | Anderlecht         |
| 10  | MF      | Lee Young-Pyo  | 25                      | 48      | Anyang LG Cheetahs |
| 11  | FW      | Choi Yong-Soo  | 28                      | 58      | JEF United         |
| 12  | GK      | Kim Byung-Ji   | 32                      | 58      | Pohang Steelers    |
| 13  | MF      | Lee Eul-Yong   | 26                      | 19      | Bucheon SK         |
| 14  | MF      | Lee Chun-Soo   | 20                      | 22      | Ulsan Hyundai      |
| 15  | DF      | Lee Min-Sung   | 28                      | 52      | Busan Icons        |
| 16  | MF      | Cha Doo-Ri     | 21                      | 12      | Korea University   |
| 17  | MF      | Yoon Jung-Hwan | 29                      | 36      | Cerezo Osaka       |
| 18  | MF      | Hwang Sun-Hong | 33                      | 95      | Kašiva Rejsol      |
| 19  | FW      | Ahn Jung-Hwan  | 26                      | 19      | Perugia            |
| 20  | DF      | Hong Myung-Bo  | 33                      | 124     | Pohang Steelers    |
| 21  | MF      | Park Ji-Sung   | 21                      | 30      | Kjoto Purple Sanga |
| 22  | MF      | Song Chong-Gug | 23                      | 27      | Busan Icons        |
| 23  | GK      | Choi En-Sung   | 31                      | 1       | Daejeon Citizen    |

### ZDA
Selektor: Bruce Arena
| Št. | Položaj | Igralec          | Datum rojstva (starost) | Nastopi | Klub                   |
| --- | ------- | ---------------- | ----------------------- | ------- | ---------------------- |
| 1   | GK      | Brad Friedel     | 1971                    | 74      | Blackburn Rovers       |
| 2   | MF      | Frankie Hejduk   | 1974                    | 38      | Bayer Leverkusen       |
| 3   | DF      | Gregg Berhalter  | 1973                    | 25      | Crystal Palace         |
| 4   | DF      | Pablo Mastroeni  | 1976                    | 8       | Colorado Rapids        |
| 5   | MF      | John O'Brien     | 1977                    | 13      | Ajax                   |
| 6   | DF      | David Regis      | 1968                    | 28      | Metz                   |
| 7   | MF      | Eddie Lewis      | 1974                    | 38      | Fulham                 |
| 8   | MF      | Earnie Stewart   | 1969                    | 77      | NAC Breda              |
| 9   | FW      | Joe-Max Moore    | 1971                    | 95      | Everton                |
| 10  | MF      | Claudio Reyna    | 1973                    | 86      | Sunderland             |
| 11  | FW      | Clint Mathis     | 1976                    | 19      | MetroStars             |
| 12  | DF      | Jeff Agoos       | 1968                    | 127     | San Jose Earthquakes   |
| 13  | MF      | Cobi Jones       | 1970                    | 153     | Los Angeles Galaxy     |
| 14  | DF      | Steve Cherundolo | 1979                    | 10      | Hannover 96            |
| 15  | FW      | Josh Wolff       | 1977                    | 16      | Chicago Fire           |
| 16  | DF      | Carlos Llamosa   | 1969                    | 26      | New England Revolution |
| 17  | MF      | DaMarcus Beasley | 1982                    | 9       | Chicago Fire           |
| 18  | GK      | Kasey Keller     | 1969                    | 58      | Tottenham Hotspur      |
| 19  | GK      | Tony Meola       | 1969                    | 98      | Kansas City Wizards    |
| 20  | FW      | Brian McBride    | 1972                    | 58      | Columbus Crew          |
| 21  | FW      | Landon Donovan   | 19824                   | 20      | San Jose Earthquakes   |
| 22  | DF      | Tony Sanneh      | 1971                    | 29      | Nürnberg               |
| 23  | DF      | Eddie Pope       | 1973                    | 48      | D.C. United            |

## Skupina E

### Kamerun
Selektor: Winfried Schäfer
| Št. | Položaj | Igralec              | Datum rojstva (starost) | Nastopi | Klub             |
| --- | ------- | -------------------- | ----------------------- | ------- | ---------------- |
| 1   | GK      | Alioum Boukar        | 30                      | 46      | Samsunspor       |
| 2   | MF      | Bill Tchato          | 27                      | 12      | Montpellier      |
| 3   | DF      | Pierre Wome          | 23                      | 46      | Bologna          |
| 4   | DF      | Rigobert Song        | 25                      | 59      | FC Köln          |
| 5   | DF      | Raymond Kalla        | 27                      | 47      | Extremadura      |
| 6   | DF      | Pierre Njanka        | 27                      | 31      | Strasbourg       |
| 7   | MF      | Joseph Ndo           | 26                      | 16      | Al Khalees       |
| 8   | DF      | Geremi Njitap        | 23                      | 38      | Real Madrid      |
| 9   | FW      | Samuel Eto'o         | 21                      | 27      | Mallorca         |
| 10  | FW      | Patrick Mboma        | 31                      | 42      | Sunderland       |
| 11  | FW      | Pius Ndiefi          | 28                      | 13      | Sedan            |
| 12  | MF      | Lauren Etame Mayer   | 25                      | 15      | Arsenal          |
| 13  | DF      | Lucien Mettomo       | 25                      | 17      | Manchester City  |
| 14  | MF      | Joel Epalle          | 24                      | 22      | Panathinaikos    |
| 15  | MF      | Nicolas Alnoudji     | 22                      | 15      | Rizespor         |
| 16  | GK      | Jacques Songo'o      | 38                      | 66      | Metz             |
| 17  | MF      | Marc-Vivien Foé      | 27                      | 47      | Lyon             |
| 18  | FW      | Patrick Suffo        | 24                      | 18      | Sheffield United |
| 19  | MF      | Eric Djemba-Djemba   | 21                      | 0       | Nantes           |
| 20  | MF      | Salomon Olembé       | 21                      | 39      | Marseille        |
| 21  | FW      | Joseph-Désiré Job    | 24                      | 34      | Metz             |
| 22  | GK      | Idriss Carlos Kameni | 18                      | 1       | Le Havre         |
| 23  | MF      | Daniel Ngom Kome     | 22                      | 4       | Numancia         |

### Nemčija
Selektor: Rudi Völler
| Št. | Položaj | Igralec             | Datum rojstva (starost) | Nastopi | Klub              |
| --- | ------- | ------------------- | ----------------------- | ------- | ----------------- |
| 1   | GK      | Oliver Kahn         | 33                      | 45      | Bayern München    |
| 2   | DF      | Thomas Linke        | 32                      | 34      | Bayern München    |
| 3   | DF      | Marko Rehmer        | 30                      | 27      | Hertha Berlin     |
| 4   | DF      | Frank Baumann       | 26                      | 11      | Werder Bremen     |
| 5   | MF      | Carsten Ramelow     | 28                      | 25      | Bayer Leverkusen  |
| 6   | DF      | Christian Ziege     | 30                      | 66      | Tottenham Hotspur |
| 7   | FW      | Oliver Neuville     | 29                      | 30      | Bayer Leverkusen  |
| 8   | MF      | Dietmar Hamann      | 28                      | 40      | Liverpool         |
| 9   | FW      | Carsten Jancker     | 27                      | 26      | Bayern München    |
| 10  | MF      | Lars Ricken         | 25                      | 16      | Borussia Dortmund |
| 11  | FW      | Miroslav Klose      | 24                      | 12      | Kaiserslautern    |
| 12  | GK      | Jens Lehmann        | 32                      | 14      | Borussia Dortmund |
| 13  | MF      | Michael Ballack     | 25                      | 22      | Bayer Leverkusen  |
| 14  | FW      | Gerald Asamoah      | 23                      | 11      | Schalke 04        |
| 15  | DF      | Sebastian Kehl      | 22                      | 8       | Borussia Dortmund |
| 16  | MF      | Jens Jeremies       | 28                      | 33      | Bayern München    |
| 17  | FW      | Marco Bode          | 32                      | 34      | Werder Bremen     |
| 18  | MF      | Jörg Böhme          | 28                      | 6       | Schalke 04        |
| 19  | MF      | Bernd Schneider     | 28                      | 9       | Bayer Leverkusen  |
| 20  | FW      | Oliver Bierhoff     | 34                      | 65      | Monaco            |
| 21  | DF      | Christoph Metzelder | 21                      | 6       | Borussia Dortmund |
| 22  | MF      | Torsten Frings      | 25                      | 8       | Werder Bremen     |
| 23  | GK      | Hans-Jörg Butt      | 28                      | 2       | Bayer Leverkusen  |

### Irska
Selektor: Mick McCarthy
| Št. | Položaj | Igralec          | Datum rojstva (starost) | Nastopi | Klub              |
| --- | ------- | ---------------- | ----------------------- | ------- | ----------------- |
| 1   | GK      | Shay Given       | 26                      | 39      | Newcastle United  |
| 2   | DF      | Steve Finnan     | 26                      | 13      | Fulham            |
| 3   | DF      | Ian Harte        | 24                      | 40      | Leeds United      |
| 4   | DF      | Kenny Cunningham | 30                      | 38      | Wimbledon         |
| 5   | DF      | Steve Staunton   | 33                      | 98      | Aston Villa       |
| 6   | MF      | Roy Keane        | 30                      | 58      | Manchester United |
| 7   | MF      | Jason McAteer    | 30                      | 47      | Sunderland        |
| 8   | MF      | Matt Holland     | 28                      | 19      | Ipswich Town      |
| 9   | FW      | Damien Duff      | 23                      | 26      | Blackburn Rovers  |
| 10  | FW      | Robbie Keane     | 21                      | 33      | Leeds United      |
| 11  | MF      | Kevin Kilbane    | 25                      | 31      | Sunderland        |
| 12  | MF      | Mark Kinsella    | 29                      | 28      | Charlton Athletic |
| 13  | FW      | David Connolly   | 24                      | 33      | Wimbledon         |
| 14  | DF      | Gary Breen       | 28                      | 43      | Coventry City     |
| 15  | DF      | Richard Dunne    | 22                      | 14      | Manchester City   |
| 16  | GK      | Dean Kiely       | 31                      | 6       | Charlton Athletic |
| 17  | FW      | Niall Quinn      | 35                      | 88      | Sunderland        |
| 18  | DF      | Gary Kelly       | 27                      | 46      | Leeds United      |
| 19  | FW      | Clinton Morrison | 23                      | 7       | Crystal Palace    |
| 20  | DF      | Andy O'Brien     | 22                      | 5       | Newcastle United  |
| 21  | FW      | Steven Reid      | 21                      | 5       | Millwall          |
| 22  | MF      | Lee Carsley      | 28                      | 19      | Everton           |
| 23  | GK      | Alan Kelly       | 33                      | 34      | Blackburn Rovers  |

### Saudova Arabija
Selektor: Nasser Al Johar
| Št. | Položaj | Igralec                     | Datum rojstva (starost) | Nastopi | Klub       |
| --- | ------- | --------------------------- | ----------------------- | ------- | ---------- |
| 1   | GK      | Mohammed Al-Deayea          | 29                      | 168     | Al-Hilal   |
| 2   | DF      | Mohammed Al-Jahani          | 26                      | 73      | Al-Ahli    |
| 3   | DF      | Redha Tukar                 | 26                      | 5       | Al-Shabab  |
| 4   | DF      | Abdullah Sulaiman Zubromawi | 28                      | 115     | Al-Ahli    |
| 5   | DF      | Mohsin Harthi               | 25                      | 20      | Al-Nassr   |
| 6   | DF      | Fouzi Al-Shehri             | 22                      | 2       | Al-Ahli    |
| 7   | MF      | Ibrahim Al-Shahrani         | 27                      | 59      | Al-Ahli    |
| 8   | MF      | Mohammed Noor               | 24                      | 29      | Al-Ittihad |
| 9   | FW      | Sami Al-Jaber               | 29                      | 148     | Al-Hilal   |
| 10  | MF      | Mohammad Al-Shalhoub        | 21                      | 17      | Al-Hilal   |
| 11  | FW      | Obeid Al-Dossary            | 26                      | 97      | Al-Ahli    |
| 12  | DF      | Ahmed Dokhi                 | 25                      | 47      | Al-Hilal   |
| 13  | DF      | Hussein Sulimani            | 25                      | 80      | Al-Ahli    |
| 14  | MF      | Abdulaziz Khathran          | 28                      | 0       | Al-Shabab  |
| 15  | FW      | Abdullah Jumaan Al-Dosari   | 24                      | 20      | Al-Hilal   |
| 16  | MF      | Khamis Al-Owairan           | 28                      | 76      | Al-Ittihad |
| 17  | MF      | Abdullah Al-Waked           | 26                      | 45      | Al-Shabab  |
| 18  | MF      | Nawaf Al-Temyat             | 25                      | 48      | Al-Hilal   |
| 19  | MF      | Omar Al-Ghamdi              | 22                      | 28      | Al-Hilal   |
| 20  | FW      | Al Hasan Al-Yami            | 29                      | 18      | Al-Ittihad |
| 21  | GK      | Mabrouk Zaid                | 23                      | 1       | Al-Ittihad |
| 22  | GK      | Mohammed Khojali            | 29                      | 12      | Al-Nassr   |
| 23  | DF      | Mansour Al-Thaqafi          | 23                      | 0       | Al-Nassr   |

## Skupina F

### Argentina
Selektor: Marcelo Bielsa
| Št. | Položaj | Igralec              | Datum rojstva (starost) | Nastopi | Klub                |
| --- | ------- | -------------------- | ----------------------- | ------- | ------------------- |
| 1   | GK      | Germán Burgos        | 33                      | 35      | Atlético Madrid     |
| 2   | DF      | Roberto Ayala        | 29                      | 74      | Valencia            |
| 3   | MF      | Juan Pablo Sorín     | 26                      | 35      | Cruzeiro            |
| 4   | DF      | Mauricio Pochettino  | 30                      | 16      | Paris Saint-Germain |
| 5   | MF      | Matías Almeyda       | 29                      | 33      | Parma               |
| 6   | DF      | Walter Samuel        | 24                      | 30      | Roma                |
| 7   | FW      | Claudio López        | 28                      | 49      | Lazio               |
| 8   | MF      | Javier Zanetti       | 28                      | 66      | Internazionale      |
| 9   | FW      | Gabriel Batistuta    | 33                      | 75      | Roma                |
| 10  | MF      | Ariel Ortega         | 28                      | 81      | River Plate         |
| 11  | MF      | Juan Sebastián Verón | 27                      | 47      | Manchester United   |
| 12  | GK      | Pablo Cavallero      | 29                      | 8       | Celta Vigo          |
| 13  | DF      | Diego Placente       | 25                      | 6       | Bayer Leverkusen    |
| 14  | MF      | Diego Simeone        | 32                      | 104     | Lazio               |
| 15  | MF      | Claudio Husaín       | 27                      | 14      | River Plate         |
| 16  | MF      | Pablo Aimar          | 22                      | 18      | Valencia            |
| 17  | FW      | Gustavo López        | 29                      | 31      | Celta Vigo          |
| 18  | FW      | Kily González        | 27                      | 30      | Valencia            |
| 19  | FW      | Hernán Crespo        | 26                      | 33      | Lazio               |
| 20  | MF      | Marcelo Gallardo     | 26                      | 42      | Monaco              |
| 21  | FW      | Claudio Caniggia     | 35                      | 50      | Rangers             |
| 22  | DF      | José Chamot          | 33                      | 42      | AC Milan            |
| 23  | GK      | Roberto Oscar Bonano | 32                      | 13      | Barcelona           |

### Angleška
Selektor: Sven-Göran Eriksson
| Št. | Položaj | Igralec          | Datum rojstva (starost) | Nastopi | Klub              |
| --- | ------- | ---------------- | ----------------------- | ------- | ----------------- |
| 1   | GK      | David Seaman     | 38                      | 68      | Arsenal           |
| 2   | DF      | Danny Mills      | 25                      | 6       | Leeds United      |
| 3   | DF      | Ashley Cole      | 21                      | 8       | Arsenal           |
| 4   | MF      | Trevor Sinclair  | 29                      | 4       | West Ham United   |
| 5   | DF      | Rio Ferdinand    | 23                      | 21      | Leeds United      |
| 6   | DF      | Sol Campbell     | 27                      | 45      | Arsenal           |
| 7   | MF      | David Beckham    | 27                      | 49      | Manchester United |
| 8   | MF      | Paul Scholes     | 27                      | 43      | Manchester United |
| 9   | FW      | Robbie Fowler    | 27                      | 24      | Leeds United      |
| 10  | FW      | Michael Owen     | 22                      | 35      | Liverpool         |
| 11  | FW      | Emile Heskey     | 24                      | 23      | Liverpool         |
| 12  | DF      | Wes Brown        | 22                      | 5       | Manchester United |
| 13  | GK      | Nigel Martyn     | 35                      | 22      | Leeds United      |
| 14  | DF      | Wayne Bridge     | 21                      | 4       | Southampton       |
| 15  | DF      | Martin Keown     | 36                      | 42      | Arsenal           |
| 16  | DF      | Gareth Southgate | 31                      | 48      | Middlesbrough     |
| 17  | FW      | Teddy Sheringham | 36                      | 46      | Tottenham Hotspur |
| 18  | MF      | Owen Hargreaves  | 21                      | 5       | Bayern München    |
| 19  | MF      | Joe Cole         | 20                      | 5       | West Ham United   |
| 20  | FW      | Darius Vassell   | 22                      | 4       | Aston Villa       |
| 21  | MF      | Nicky Butt       | 27                      | 18      | Manchester United |
| 22  | GK      | David James      | 31                      | 8       | West Ham United   |
| 23  | MF      | Kieron Dyer      | 23                      | 9       | Newcastle United  |

### Nigerija
Selektor: Festus Onigbinde
| Št. | Položaj | Igralec             | Datum rojstva (starost) | Nastopi | Klub                 |
| --- | ------- | ------------------- | ----------------------- | ------- | -------------------- |
| 1   | GK      | Ike Shorunmu        | 34                      | 34      | Lausanne             |
| 2   | MF      | Joseph Yobo         | 21                      | 14      | Marseille            |
| 3   | DF      | Celestine Babayaro  | 23                      | 24      | Chelsea              |
| 4   | FW      | Nwankwo Kanu        | 26                      | 33      | Arsenal              |
| 5   | DF      | Isaac Okoronkwo     | 24                      | 12      | Shakhtar Donetsk     |
| 6   | DF      | Taribo West         | 28                      | 38      | Kaiserslautern       |
| 7   | FW      | Pius Ikedia         | 21                      | 9       | Ajax                 |
| 8   | MF      | Mutiu Adepoju       | 31                      | 49      | Salamanca            |
| 9   | FW      | Bartholomew Ogbeche | 18                      | 4       | Paris Saint-Germain  |
| 10  | MF      | Jay-Jay Okocha      | 28                      | 56      | Paris Saint-Germain  |
| 11  | MF      | Garba Lawal         | 28                      | 34      | Roda JC              |
| 12  | GK      | Austin Ejide        | 17                      | 3       | Gabros International |
| 13  | DF      | Rabiu Afolabi       | 22                      | 5       | Standard Liège       |
| 14  | DF      | Ifeanyi Udeze       | 21                      | 15      | PAOK                 |
| 15  | MF      | Justice Christopher | 20                      | 7       | Royal Antwerp        |
| 16  | DF      | Efetobore Sodje     | 30                      | 7       | Crewe Alexandra      |
| 17  | FW      | Julius Aghahowa     | 19                      | 17      | Shakhtar Donetsk     |
| 18  | FW      | Benedict Akwuegbu   | 28                      | 16      | Shenyang Haishi      |
| 19  | DF      | Eric Ejiofor        | 22                      | 12      | Maccabi Haifa        |
| 20  | MF      | James Obiorah       | 23                      | 2       | Lokomotiv Moscow     |
| 21  | FW      | John Utaka          | 19                      | 4       | Al Sadd              |
| 22  | GK      | Vincent Enyeama     | 19                      | 2       | Enyimba              |
| 23  | FW      | Femi Opabunmi       | 17                      | 2       | SC Ibadan            |

### Švedska
Selektores: Lars Lagerbäck and Tommy Söderberg
| Št. | Položaj | Igralec              | Datum rojstva (starost) | Nastopi | Klub           |
| --- | ------- | -------------------- | ----------------------- | ------- | -------------- |
| 1   | GK      | Magnus Hedman        | 1973                    | 44      | Coventry City  |
| 2   | DF      | Olof Mellberg        | 1977                    | 21      | Aston Villa    |
| 3   | DF      | Patrik Andersson     | 1971                    | 95      | Barcelona      |
| 4   | DF      | Johan Mjällby        | 1971                    | 35      | Celtic         |
| 5   | DF      | Michael Svensson     | 1975                    | 11      | Troyes         |
| 6   | MF      | Tobias Linderoth     | 1979                    | 19      | Everton        |
| 7   | MF      | Niclas Alexandersson | 1971                    | 58      | Everton        |
| 8   | MF      | Anders Svensson      | 1976                    | 24      | Southampton    |
| 9   | MF      | Fredrik Ljungberg    | 1977                    | 31      | Arsenal        |
| 10  | FW      | Marcus Allbäck       | 1973                    | 18      | Heerenveen     |
| 11  | FW      | Henrik Larsson       | 1971                    | 67      | Celtic         |
| 12  | GK      | Magnus Kihlstedt     | 1972                    | 12      | FC Copenhagen  |
| 13  | DF      | Tomas Antonelius     | 1973                    | 6       | FC Copenhagen  |
| 14  | DF      | Erik Edman           | 1978                    | 5       | Heerenveen     |
| 15  | DF      | Andreas Jakobsson    | 1972                    | 12      | Hansa Rostock  |
| 16  | DF      | Teddy Lučić          | 1973                    | 41      | AIK Solna      |
| 17  | MF      | Magnus Svensson      | 1969                    | 24      | Brøndby        |
| 18  | MF      | Mattias Jonson       | 1974                    | 23      | Brøndby        |
| 19  | MF      | Pontus Farnerud      | 1980                    | 2       | AS Monaco      |
| 20  | MF      | Daniel Andersson     | 1977                    | 38      | Venezia        |
| 21  | FW      | Zlatan Ibrahimović   | 1981                    | 9       | Ajax           |
| 22  | FW      | Andreas Andersson    | 1974                    | 32      | AIK Solna      |
| 23  | GK      | Andreas Isaksson     | 1981                    | 1       | Djurgårdens IF |

## Skupina G

### Hrvaška
Selektor: Mirko Jozić
| Št. | Položaj | Igralec           | Datum rojstva (starost) | Nastopi | Klub             |
| --- | ------- | ----------------- | ----------------------- | ------- | ---------------- |
| 1   | GK      | Stipe Pletikosa   | 1979                    | 17      | Hajduk Split     |
| 2   | DF      | Anthony Šerić     | 1979                    | 8       | Hellas Verona    |
| 3   | DF      | Josip Šimunić     | 1978                    | 6       | Hertha Berlin    |
| 4   | MF      | Stjepan Tomas     | 1976                    | 17      | Vicenza          |
| 5   | MF      | Milan Rapaić      | 1973                    | 23      | Fenerbahçe       |
| 6   | DF      | Boris Živković    | 1975                    | 15      | Bayer Leverkusen |
| 7   | MF      | Davor Vugrinec    | 1975                    | 21      | Lecce            |
| 8   | MF      | Robert Prosinečki | 1969                    | 48      | Portsmouth       |
| 9   | FW      | Davor Šuker       | 1968                    | 68      | 1860 Munich      |
| 10  | MF      | Niko Kovač        | 1971                    | 20      | Bayern München   |
| 11  | FW      | Alen Bokšić       | 1970                    | 36      | Middlesbrough    |
| 12  | GK      | Tomislav Butina   | 19740                   | 7       | Dinamo Zagreb    |
| 13  | MF      | Mario Stanić      | 1972                    | 43      | Chelsea          |
| 14  | MF      | Zvonimir Soldo    | 1967                    | 59      | VfB Stuttgart    |
| 15  | DF      | Daniel Šarić      | 1972                    | 25      | Panathinaikos    |
| 16  | MF      | Jurica Vranješ    | 1980                    | 7       | Bayer Leverkusen |
| 17  | DF      | Robert Jarni      | 1968                    | 78      | Panathinaikos    |
| 18  | FW      | Ivica Olić        | 1979                    | 4       | NK Zagreb        |
| 19  | FW      | Goran Vlaović     | 1972                    | 50      | Panathinaikos    |
| 20  | DF      | Dario Šimić       | 1975                    | 48      | Inter Milan      |
| 21  | DF      | Robert Kovač      | 1974                    | 19      | Bayern München   |
| 22  | FW      | Boško Balaban     | 1978                    | 13      | Aston Villa      |
| 23  | GK      | Vladimir Vasilj   | 1975                    | 2       | NK Zagreb        |

### Ekvador
Selektor: Hernán Darío Gómez
| Št. | Položaj | Igralec            | Datum rojstva (starost) | Nastopi | Klub            |
| --- | ------- | ------------------ | ----------------------- | ------- | --------------- |
| 1   | GK      | José Cevallos      | 31                      | 62      | Barcelona SC    |
| 2   | DF      | Augusto Porozo     | 28                      | 26      | Emelec          |
| 3   | DF      | Iván Hurtado       | 27                      | 90      | Barcelona SC    |
| 4   | DF      | Ulises de la Cruz  | 27                      | 52      | Hibernian       |
| 5   | MF      | Alfonso Obregón    | 30                      | 40      | LDU Quito       |
| 6   | DF      | Raúl Guerrón       | 25                      | 23      | Deportivo Quito |
| 7   | MF      | Nicolás Asencio    | 27                      | 4       | Barcelona SC    |
| 8   | DF      | Luis Gómez         | 20                      | 8       | Barcelona SC    |
| 9   | FW      | Iván Kaviedes      | 24                      | 26      | Barcelona SC    |
| 10  | MF      | Alex Aguinaga      | 33                      | 92      | Necaxa          |
| 11  | FW      | Agustín Delgado    | 27                      | 46      | Southampton     |
| 12  | GK      | Oswaldo Ibarra     | 32                      | 21      | El Nacional     |
| 13  | FW      | Ángel Fernández    | 30                      | 68      | El Nacional     |
| 14  | MF      | Juan Burbano       | 33                      | 18      | El Nacional     |
| 15  | DF      | Marlon Ayoví       | 30                      | 26      | Deportivo Quito |
| 16  | MF      | Cléber Chalá       | 30                      | 64      | El Nacional     |
| 17  | DF      | Giovanny Espinoza  | 25                      | 19      | Aucas           |
| 18  | MF      | Carlos Tenorio     | 23                      | 9       | Deportivo Quito |
| 19  | MF      | Edison Méndez      | 23                      | 24      | Deportivo Quito |
| 20  | MF      | Edwin Tenorio      | 25                      | 33      | Barcelona SC    |
| 21  | MF      | Wellington Sánchez | 27                      | 35      | Emelec          |
| 22  | GK      | Daniel Viteri      | 21                      | 0       | Emelec          |
| 23  | DF      | Walter Ayoví       | 22                      | 2       | Emelec          |

### Italija
Selektor: Giovanni Trapattoni
| Št. | Položaj | Igralec              | Datum rojstva (starost) | Nastopi | Klub        |
| --- | ------- | -------------------- | ----------------------- | ------- | ----------- |
| 1   | GK      | Gianluigi Buffon     | 24                      | 26      | Juventus    |
| 2   | DF      | Christian Panucci    | 29                      | 24      | AS Roma     |
| 3   | DF      | Paolo Maldini        | 34                      | 122     | AC Milan    |
| 4   | MF      | Francesco Coco       | 25                      | 13      | Barcelona   |
| 5   | DF      | Fabio Cannavaro      | 28                      | 58      | Parma       |
| 6   | MF      | Cristiano Zanetti    | 25                      | 4       | Inter Milan |
| 7   | FW      | Alessandro del Piero | 27                      | 49      | Juventus    |
| 8   | MF      | Gennaro Gattuso      | 24                      | 13      | AC Milan    |
| 9   | FW      | Filippo Inzaghi      | 28                      | 38      | AC Milan    |
| 10  | FW      | Francesco Totti      | 24                      | 29      | AS Roma     |
| 11  | MF      | Cristiano Doni       | 29                      | 3       | Atalanta    |
| 12  | GK      | Christian Abbiati    | 24                      | 0       | AC Milan    |
| 13  | DF      | Alessandro Nesta     | 26                      | 43      | Lazio       |
| 14  | MF      | Luigi di Biagio      | 32                      | 28      | Inter Milan |
| 15  | DF      | Mark Iuliano         | 28                      | 16      | Juventus    |
| 16  | MF      | Angelo di Livio      | 35                      | 38      | Fiorentina  |
| 17  | MF      | Damiano Tommasi      | 28                      | 14      | AS Roma     |
| 18  | FW      | Marco Delvecchio     | 29                      | 16      | AS Roma     |
| 19  | MF      | Gianluca Zambrotta   | 25                      | 23      | Juventus    |
| 20  | FW      | Vincenzo Montella    | 28                      | 14      | AS Roma     |
| 21  | FW      | Christian Vieri      | 28                      | 24      | Inter Milan |
| 22  | GK      | Francesco Toldo      | 30                      | 22      | Inter Milan |
| 23  | DF      | Marco Materazzi      | 28                      | 7       | Inter Milan |

### Mehika
Selektor: Javier Aguirre
| Št. | Položaj | Igralec              | Datum rojstva (starost) | Nastopi | Klub            |
| --- | ------- | -------------------- | ----------------------- | ------- | --------------- |
| 1   | GK      | Óscar Pérez          | 29                      | 37      | Cruz Azul       |
| 2   | DF      | Gabriel de Anda      | 31                      | 15      | Pachuca         |
| 3   | MF      | Rafael García Torres | 27                      | 21      | Toluca          |
| 4   | MF      | Rafael Márquez       | 23                      | 36      | AS Monaco       |
| 5   | DF      | Manuel Vidrio        | 29                      | 27      | Pachuca         |
| 6   | MF      | Gerardo Torrado      | 23                      | 28      | Sevilla         |
| 7   | MF      | Ramón Morales        | 26                      | 17      | Chivas          |
| 8   | MF      | Alberto García Aspe  | 35                      | 108     | Puebla          |
| 9   | FW      | Jared Borgetti       | 28                      | 29      | Santos Laguna   |
| 10  | FW      | Cuauhtémoc Blanco    | 29                      | 75      | Real Valladolid |
| 11  | MF      | Braulio Luna         | 27                      | 15      | Necaxa          |
| 12  | GK      | Oswaldo Sánchez      | 28                      | 22      | Chivas          |
| 13  | MF      | Sigifredo Mercado    | 33                      | 18      | Atlas           |
| 14  | MF      | Germán Villa         | 29                      | 46      | América         |
| 15  | FW      | Luis Hernández       | 33                      | 85      | América         |
| 16  | DF      | Salvador Carmona     | 26                      | 56      | Toluca          |
| 17  | FW      | Francisco Palencia   | 29                      | 67      | Espanyol        |
| 18  | MF      | Johan Rodríguez      | 26                      | 14      | Santos Laguna   |
| 19  | MF      | Gabriel Caballero    | 31                      | 5       | Pachuca         |
| 20  | DF      | Melvin Brown         | 23                      | 8       | Cruz Azul       |
| 21  | FW      | Jesús Arellano       | 29                      | 49      | Monterrey       |
| 22  | DF      | Alberto Rodríguez    | 28                      | 13      | Pachuca         |
| 23  | GK      | Jorge Campos         | 35                      | 123     | UNAM Pumas      |

## Skupina H

### Belgija
Selektor: Robert Waseige
| Št. | Položaj | Igralec                | Datum rojstva (starost) | Nastopi | Klub           |
| --- | ------- | ---------------------- | ----------------------- | ------- | -------------- |
| 1   | GK      | Geert De Vlieger       | 30                      | 25      | Willem II      |
| 2   | DF      | Eric Deflandre         | 28                      | 41      | Lyon           |
| 3   | DF      | Glen De Boeck          | 30                      | 33      | Anderlecht     |
| 4   | DF      | Eric Van Meir          | 34                      | 32      | Standard Liège |
| 5   | DF      | Nico Van Kerckhoven    | 31                      | 40      | Schalke 04     |
| 6   | MF      | Timmy Simons           | 25                      | 12      | Club Brugge    |
| 7   | FW      | Marc Wilmots           | 33                      | 66      | Schalke 04     |
| 8   | MF      | Bart Goor              | 29                      | 38      | Hertha Berlin  |
| 9   | FW      | Wesley Sonck           | 23                      | 12      | Racing Genk    |
| 10  | MF      | Johan Walem            | 30                      | 33      | Standard Liège |
| 11  | MF      | Gert Verheyen          | 29                      | 46      | Club Brugge    |
| 12  | DF      | Peter Van Der Heyden   | 25                      | 4       | Club Brugge    |
| 13  | GK      | Franky Vandendriessche | 31                      | 0       | Mouscron       |
| 14  | MF      | Sven Vermant           | 29                      | 12      | Schalke 04     |
| 15  | DF      | Jacky Peeters          | 33                      | 13      | K.A.A. Gent    |
| 16  | DF      | Daniel Van Buyten      | 24                      | 7       | Marseille      |
| 17  | MF      | Gaëtan Englebert       | 26                      | 4       | Club Brugge    |
| 18  | MF      | Yves Vanderhaeghe      | 32                      | 30      | Anderlecht     |
| 19  | MF      | Bernd Thijs            | 24                      | 2       | Racing Genk    |
| 20  | FW      | Branko Strupar         | 32                      | 14      | Derby County   |
| 21  | MF      | Danny Boffin           | 36                      | 52      | St. Truiden    |
| 22  | FW      | Mbo Mpenza             | 25                      | 26      | Mouscron       |
| 23  | GK      | Frédéric Herpoel       | 27                      | 7       | Gent           |

### Japonska
Selektor: Philippe Troussier
| Št. | Položaj | Igralec              | Datum rojstva (starost) | Nastopi | Klub                 |
| --- | ------- | -------------------- | ----------------------- | ------- | -------------------- |
| 1   | GK      | Yoshikatsu Kawaguchi | 26                      | 43      | Portsmouth           |
| 2   | DF      | Yutaka Akita         | 31                      | 38      | Kašima Antlers       |
| 3   | DF      | Naoki Matsuda        | 23                      | 24      | Jokohama F. Marinos  |
| 4   | DF      | Ryuzo Morioka        | 26                      | 32      | Šimizu S-Pulse       |
| 5   | MF      | Junichi Inamoto      | 22                      | 22      | Arsenal              |
| 6   | DF      | Toshihiro Hattori    | 28                      | 35      | Jubilo Iwata         |
| 7   | MF      | Hidetoshi Nakata     | 25                      | 39      | Parma                |
| 8   | MF      | Hiroaki Morishima    | 30                      | 57      | Cerezo Osaka         |
| 9   | FW      | Akinori Nishizawa    | 25                      | 24      | Cerezo Osaka         |
| 10  | FW      | Masashi Nakayama     | 34                      | 47      | Jubilo Iwata         |
| 11  | FW      | Takayuki Suzuki      | 25                      | 10      | Kašima Antlers       |
| 12  | GK      | Seigo Narazaki       | 26                      | 15      | Nagoja Grampus Eight |
| 13  | FW      | Atsushi Yanagisawa   | 25                      | 22      | Kašima Antlers       |
| 14  | MF      | Alex                 | 24                      | 0       | Šimizu S-Pulse       |
| 15  | MF      | Takashi Fukunishi    | 25                      | 5       | Jubilo Iwata         |
| 16  | DF      | Koji Nakata          | 22                      | 20      | Kašima Antlers       |
| 17  | DF      | Tsuneyasu Miyamoto   | 25                      | 5       | Gamba Osaka          |
| 18  | MF      | Shinji Ono           | 22                      | 21      | Feyenoord            |
| 19  | MF      | Mitsuo Ogasawara     | 23                      | 0       | Kašima Antlers       |
| 20  | MF      | Tomokazu Myojin      | 24                      | 16      | Kašima Antlers       |
| 21  | MF      | Kazuyuki Toda        | 24                      | 10      | Šimizu S-Pulse       |
| 22  | MF      | Daisuke Ichikawa     | 22                      | 1       | Šimizu S-Pulse       |
| 23  | GK      | Hitoshi Sogahata     | 22                      | 1       | Kašima Antlers       |

### Rusija
Selektor: Oleg Romantsev
| Št. | Položaj | Igralec               | Datum rojstva (starost) | Nastopi | Klub                   |
| --- | ------- | --------------------- | ----------------------- | ------- | ---------------------- |
| 1   | GK      | Ruslan Nigmatullin    | 27                      | 20      | Hellas Verona          |
| 2   | DF      | Yury Kovtun           | 32                      | 44      | Spartak Moscow         |
| 3   | DF      | Yury Nikiforov        | 31                      | 56      | PSV Eindhoven          |
| 4   | MF      | Alexei Smertin        | 27                      | 26      | Girondins Bordeaux     |
| 5   | DF      | Andrei Solomatin      | 26                      | 5       | CSKA Moscow            |
| 6   | MF      | Igor Semshov          | 24                      | 2       | Torpedo Moscow         |
| 7   | DF      | Viktor Onopko         | 32                      | 97      | Real Oviedo            |
| 8   | MF      | Valery Karpin         | 33                      | 69      | Celta Vigo             |
| 9   | MF      | Egor Titov            | 26                      | 33      | Spartak Moscow         |
| 10  | MF      | Alexander Mostovoi    | 33                      | 59      | Celta Vigo             |
| 11  | FW      | Vladimir Beschastnykh | 28                      | 64      | Spartak Moscow         |
| 12  | GK      | Stanislav Cherchesov  | 38                      | 49      | Tirol                  |
| 13  | DF      | Vyacheslav Daev       | 29                      | 7       | CSKA Moscow            |
| 14  | DF      | Igor Chugainov        | 32                      | 30      | Uralan Elista          |
| 15  | MF      | Dmitri Alenichev      | 29                      | 43      | Porto                  |
| 16  | FW      | Aleksandr Kerzhakov   | 19                      | 3       | Zenit Saint Petersburg |
| 17  | MF      | Sergei Semak          | 26                      | 30      | CSKA Moscow            |
| 18  | DF      | Dmitri Sennikov       | 26                      | 4       | Lokomotiv Moscow       |
| 19  | FW      | Ruslan Pimenov        | 20                      | 1       | Lokomotiv Moscow       |
| 20  | MF      | Marat Izmailov        | 19                      | 8       | Lokomotiv Moscow       |
| 21  | MF      | Dmitri Khokhlov       | 26                      | 38      | Real Sociedad          |
| 22  | FW      | Dmitri Sychev         | 18                      | 3       | Spartak Moscow         |
| 23  | GK      | Aleksandr Filimonov   | 28                      | 16      | Uralan Elista          |

### Tunizija
Selektor: Ammar Souayah
| Št. | Položaj | Igralec         | Datum rojstva (starost) | Nastopi | Klub          |
| --- | ------- | --------------- | ----------------------- | ------- | ------------- |
| 1   | GK      | Ali Boumnijel   | 36                      | 14      | Bastia        |
| 2   | DF      | Khaled Badra    | 29                      | 72      | Espérance     |
| 3   | MF      | Zoubeir Baya    | 31                      | 77      | Beşiktaş      |
| 4   | DF      | Mohamed Mkacher | 27                      | 15      | ES Sahel      |
| 5   | FW      | Ziad Jaziri     | 23                      | 26      | ES Sahel      |
| 6   | DF      | Hatem Trabelsi  | 25                      | 27      | Ajax          |
| 7   | MF      | Imed Mhedhebi   | 26                      | 30      | Genoa         |
| 8   | MF      | Hassen Gabsi    | 28                      | 48      | Genoa         |
| 9   | FW      | Riadh Jelassi   | 30                      | 20      | Club Africain |
| 10  | MF      | Kaies Ghodhbane | 26                      | 62      | ES Sahel      |
| 11  | FW      | Adel Sellimi    | 29                      | 64      | Freiburg      |
| 12  | DF      | Raouf Bouzaiene | 31                      | 39      | Genoa         |
| 13  | MF      | Riadh Bouazizi  | 29                      | 47      | Bursaspor     |
| 14  | DF      | Hamdi Marzouki  | 25                      | 7       | Club Africain |
| 15  | DF      | Radhi Jaïdi     | 26                      | 40      | Espérance     |
| 16  | GK      | Hassen Bejaoui  | 26                      | 2       | CA Bizertin   |
| 17  | DF      | Tarek Thabet    | 30                      | 70      | Espérance     |
| 18  | MF      | Slim Ben Achour | 20                      | 3       | Martigues     |
| 19  | DF      | Emir Mkademi    | 22                      | 9       | ES Sahel      |
| 20  | FW      | Ali Zitouni     | 21                      | 23      | Espérance     |
| 21  | MF      | Mourad Melki    | 27                      | 11      | Espérance     |
| 22  | GK      | Ahmed Jaouachi  | 26                      | 0       | US Monastir   |
| 23  | DF      | José Clayton    | 28                      | 12      | Espérance     |